# Departamento Maipú (Mendoza)
El departamento de Maipú es un departamento de la provincia de Mendoza (Argentina) componente del Gran Mendoza, al sureste. Con cabecera en la villa de Maipú, fue creado en 1858 por decreto de Juan Cornelio Moyano. Según el INDEC (2022), es el tercer departamento más poblado de la provincia (después de Guaymallén y Las Heras) con 214 412 habitantes. Tiene una extensión de 617 km² y está dividido en 12 distritos.
El departamento posee un patrimonio histórico y paisajístico, además de la actividad vitivinicultora y olivicultora. En el distrito de General Gutiérrez, subsisten los restos de la ex Bodegas y Viñedos Giol. Cuenta con el Arena Maipú, un complejo hotel-casino, inaugurado en 2011. En el ámbito deportivo, destaca Deportivo Maipú, fundado en 1927.
Cada 24 de septiembre celebra el Día de la Virgen de la Merced, patrona del departamento.
Se organiza políticamente en una intendencia, en la cual el órgano ejecutivo es unipersonal, ejercido por un ciudadano elegido democráticamente por los habitantes del departamento para el cargo de Intendente; y un órgano deliberativo que también es electivo y se llama Concejo Deliberante, el cual está integrado por 12 ciudadanos.

## Historia
Con cabecera en la villa de Maipú, fue creado en 1858 por decreto de Juan Cornelio Moyano. Estaba en dicho territorio establecido el teniente coronel Juan de la Cruz Videla, propietario de grandes extensiones de tierra. En 1861 el vecino José Alberto de Ozamis donó terrenos para la villa de Maipú. Simultáneamente Manuel A. Vázquez erigió la iglesia de la Merced. Además, el departamento se expandió en 1884 cuando anexó Las Barrancas (o simplemente Barrancas).
En 1954 se nombró patrona del departamento a la Virgen de la Merced, patrona y generala del Ejército Argentino. Cada 24 de septiembre se celebra el Día de la Virgen de la Merced. En su honor, se había erigido la iglesia de la Merced (1863).

## Geografía

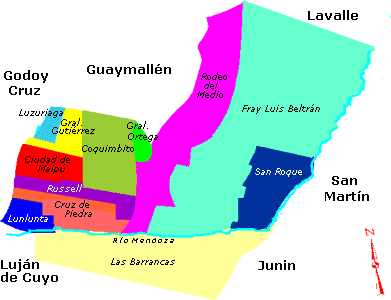
División Política.

### Población
Según el censo del INDEC en 2010 la población arrojó un resultado de 172 332 habitantes.
Para el censo 2022 el departamento registró 219 402 habitantes; lo que representó un aumento en la cantidad de personas del 27,3% menor que el crecimiento poblacional provincial situado en 17,5%. Estos datos le valieron al departamento tener la tercer mayor población y la tercera mayor expansión poblacional de la provincia.

### Distritos
El Departamento Maipú está subdividido en 12 distritos
| Distrito          | Superficie (km²) | Población (hab.) | Densidad (hab/km²) |
| ----------------- | ---------------- | ---------------- | ------------------ |
| Coquimbito        | 34.65            | 19972            | 576,4              |
| Cruz de Piedra    | 21.34            | 3845             | 180,2              |
| Fray Luis Beltrán |                  | 17728            |                    |
| General Gutiérrez | 9.35             | 21365            | 2285               |
| General Ortega    | 5.83             | 1790             | 307                |
| Barrancas         |                  | 3018             |                    |
| Lunlunta          | 22               | 3492             | 158,7              |
| Luzuriaga         | 6.71             | 22261            | 3317,6             |
| Maipú             | 19.4             | 43026            | 2166,3             |
| Rodeo del Medio   |                  | 25293            |                    |
| Russell           | 20.88            | 3585             | 171,7              |
| San Roque         |                  | 7957             |                    |

### Límites
Maipú limita al norte con los departamentos Guaymallén y Lavalle; al este con el departamento San Martín;, al sudeste con el departamento Junín, al sudoeste con el departamento Lujan de Cuyo y al oeste con el departamento Godoy Cruz.

### Relieve
El departamento presenta un relieve plano, de llanura, con desnivel orientado de sudoeste a noreste. Esta planicie es desde el punto de vista geológico una gran cuenca sedimentaria cuyos bordes están dados por la Precordillera y Cordillera Frontal y Bloque de San Rafael, por el oeste, y las afloraciones graníticas del Zócalo de San Luis, por el este. En el extremo sur se encuentran los cerros de Lunlunta y Barrancas.

### Sismicidad
La sismicidad del área de Cuyo (centro oeste de Argentina) es frecuente y de intensidad muy alta, con un silencio sísmico de terremotos medios a graves cada 20 años.
- Sismo de 1861: aunque dicha actividad geológica catastrófica ocurre desde épocas prehistóricas, el terremoto del 20 de marzo de 1861 (164 años), con 12 000 muertes,[7] señaló un hito importante dentro de la historia de eventos sísmicos argentinos ya que fue el más fuerte registrado y documentado en el país. A partir del mismo los sucesivos gobiernos mendocinos y municipales han ido extremando cuidados y restringiendo los códigos de construcción.[6] Con el terremoto de San Juan del 15 de enero de 1944 (81 años) los gobiernos tomaron estado de la enorme gravedad crónica de sismos de la región.
- Sismo de 1920: de 6,8 de intensidad, destruyó parte de sus edificaciones y abrió numerosas grietas en la zona. Hubo 250 muertes por destrucción de casas de adobe[7][6]
- Sismo del sur de Mendoza de 1929: muy grave, y al no haber desarrollado ninguna medida preventiva, a pesar de haber transcurrido solo nueve años del anterior, mató a 30 habitantes por la caída de casas de adobe[6]
- Sismo de 1985: fue otro episodio grave,[8] de 9 s de duración, derrumbando el viejo Hospital del Carmen de Godoy Cruz.

### Clima
Maipú tiene un clima templado árido con tendencia a cálido. Las temperaturas máximas absolutas son de 42,7 °C y las mínimas de -9,2 °C. Las precipitaciones oscilan en los 200 milímetros anuales. Los vientos que predominan son los del oeste y sudoeste a los que se agrega el viento Zonda.

### Hidrografía
El curso medio del Río Mendoza atraviesa el extremo sur del departamento, por los distritos Lunlunta, Cruz de Piedra, Barrancas, Rodeo del Medio, Fray Luis Beltrán y San Roque.
Cuando pasa por el departamento lleva poca agua, sólo aumenta el caudal en época de verano o en los días de desareno del Dique Cipolletti.

### Flora
La casi totalidad del territorio departamental se halla cultivada, por ello la vegetación autóctona es escasa. En la zona alta (sector oeste) hay jarilla, algarrobo dulce, alpataco y retamo; mientras que en la zona baja (sectores este y norte), con escasa humedad y suelo salino, hay zampa, jume, retortuño y pasto salado.

### Fauna
Los animales de esta zona son los típicos de la planicie o llanura (también llamada monte): sapos, ranas, perdices, palomas, teros, pititorras, iguanas, lagartijas, víboras, ratas, cuises,
zorrinos, vizcachas, quirquinchos y comadrejas.

## Religión
| Religión en Maipú (2022) | Religión en Maipú (2022) | Religión en Maipú (2022) | Religión en Maipú (2022) | Religión en Maipú (2022) |
| ------------------------ | ------------------------ | ------------------------ | ------------------------ | ------------------------ |
|                          |                          |                          | %                        |                          |
| Católicos                | Católicos                |                          | 74.5 %                   | 74.5 %                   |
| Sin religión             | Sin religión             |                          | 12.9 %                   | 12.9 %                   |
| Protestantes             | Protestantes             |                          | 11.1 %                   | 11.1 %                   |
| T. de Jehová             | T. de Jehová             |                          | 1.1 %                    | 1.1 %                    |
| Otros                    | Otros                    |                          | 0.4 %                    | 0.4 %                    |

Maipú se caracteriza por ser un departamento mayoritariamente católico. Los últimos estudios indican que el 74% de los maipucinos profesan la fe católica.
La patrona del departamento es Nuestra Señora de la Merced, y cada 24 de septiembre, en su honor, se realizan los festejos departamentales que incluyen desfiles, procesiones, misas y diversos actos culturales.

## Gobierno

### Lista de intendentes desde 1983
| Partido           | Partido | Intendente                                        | Mandato                                           |
| ----------------- | ------- | ------------------------------------------------- | ------------------------------------------------- |
|                   | PJ      | Hugo Bordín                                       | 10 de diciembre de 1983 - 10 de diciembre de 1991 |
| Francisco García  | PJ      | 10 de diciembre de 1991 - 10 de diciembre de 1997 |                                                   |
| Adolfo Bermejo    | PJ      | 10 de diciembre de 1997 - 10 de diciembre de 2009 |                                                   |
| Olga Bianchinelli | PJ      | 10 de diciembre de 2009 - abril de 2010           |                                                   |
| Alejandro Bermejo | PJ      | abril de 2010 - 10 de diciembre de 2019           |                                                   |
| Matías Stevanato  | PJ      | 10 de diciembre de 2019 - Actualmente en el cargo |                                                   |

### Concejo Deliberante
El Honorable Concejo Deliberante de Maipú, para el periodo 2023-2025, está compuesto por los siguientes concejales:
- Frente Cambia Mendoza: Marcos Flores, María Elisa Gómez, Sergio Dragoni, Gladys Sánchez, Gabriel López y Analía Pallero.
- Frente Elegí: Yamila Cerezo, David Genco, Marcelo Guevara, Belén Banqueri y Florencia Décima.
- Frente Libertario Demócrata y Jubilados: Alfredo Mancifesta.

## Personas notables
- Gonzalo Ábrego (2000), futbolista.
- Mike Amigorena (1972), actor y músico.
- Adolfo Bermejo (1960), político.
- Alejandro Bermejo (1963-2023), político.
- Ezequiel Bullaude (2001), futbolista.
- José Luis Cabrera (1954), compositor, músico y cantante.
- Nicolás Cabrera Hintze (1997), activista católico y tradicionalista.[14]
- Carlos Coll Benegas (1907-1989), economista y banquero.
- Camilo da Passano (1912-1983), actor.
- Luis Daher (1992), futbolista.
- "Cacho" Garay (1954), humorista.[15][16]
- Oscar Garrido (1997), futbolista.
- Pedro Manfredini (1935-2019), futbolista.
- Rocío Montenegro (1997), futbolista.
- Rufino Ortega Ozamis (1873-1933), político.
- José Alberto de Ozamis (1816-1874), bodeguero; fundador de Maipú.
- Leandro Paris (1995), atleta.
- Enzo Pérez (1986), futbolista.
- Dora Prince (1930-2015), actriz.
- Matías Stevanato (1981), político.
- Antonio Tormo (1913-2003), cantante y compositor.
- Manuel Apolinario Vásquez (18??-19??), religioso; fundador de Maipú.